# Sinfest
Sinfest és un webcòmic publicat des del 2000 i creat per Tatsuya Ishida. Es presenta en forma de tires còmiques diàries, de tres o quatre vinyetes en blanc i negre amb dies especials de pàgina sencera i a color. Segueix les aventures d'una colla de personatges que es divideixen entre el bé i el mal, els humans i els éssers sobrenaturals (barrejant-se els quatre pols) amb un humor crític que combina influències del manga i el còmic occidental propi dels diaris. L'autor ha publicat diversos llibres sobre els seus personatges en format paper. En una primera etapa va ser hostatjat per Keenspot i després ja va esdevenir un lloc web independent.

## Personatges
A banda de secundaris que recullen aspectes de l'actualitat, com la mort o l'Oncle Sam al·legòric dels Estats Units, hi ha una sèrie de personatges més o menys fixes que s'alternen als còmics. Aquests s'estructuren en parelles, augmentant el dualisme característic de la tira (per exemple el costat físic enfront l'intel·lectual, el masculí i el femení, la seguretat i la cerca...)

### Humans
- Slick = li agradaria ser un don Joan i es passa totes les tires intentant atreure la Monique. Hedonista, es ven al diable en el seu intent d'aconseguir més sexe i només aconsegueix un ordinador portàtil amb personalitat pròpia, que actua com una mascota i és addicte al porno. És un homenatge al protagonista de Calvin i Hobbes, de qui hereta la passió pels alter egos imaginaris i alguns trets físics
- Monique = noia compromesa amb la política i atractiva (té un paper ambivalent amb la seva bellesa) amb remordiments perpetus de consciència per caure en l'hedonisme que compateix amb el seu amic Slick, sentiment de culpa que intenta expiar amb diverses causes com el vegetarianisme o el feminisme radical (amb ajuda de la nena de la germandat o Sisterhood)
- Criminy = noi tímid que viu envoltat de llibres, del qual s'enamora una diablessa que li regala un llibre malèfic (que actua de manera similar al portàtil de Slick però amb menys antropomorfisme). Veu amb perplexitat les baralles entre els diversos bàndols i té passió per la ciència. Representa la raó i la sensibilitat enfront altres amics més primaris, tot i que en alguna tira mostra aptituds sorprenents pel ball més dur
- Seymour = fonamentalista cristià que busca guanyar les ànimes per a Déu enfrontat al diable, predica als seus amics i als desconeguts. Compta amb un set ampli de mercaderies religioses humorístiques, com l'aurèola feta a mà, els gagdets edició limitada de Moisès i altres (la inspiració d'alguns invents serien els Looney Tunes i la seva marca, Acme). En les tires més modernes s'enfronta també a membres d'altres religions en aquesta lluita per la conversió

### Criatures
- Squigley = és un porc mig humà que representa la part més primària de l'ésser humà, sempre pendent del menjar, dels porros (que l'ajuden a tenir viatges especials) i del sexe. És un més de la colla dels humans, malgrat la seva natura híbrida i el seu paper vulgar és similar al graciós del teatre clàssic o al bufó. Centra els atacs contra allò políticament correcte.

- Déu = apareix com una mà, un núvol o un titella i es relaciona habitualment amb els de la colla, usualment per enviar-los missatges humorístics, rebre les seves queixes o enviar-los desgràcies puntuals. Els debats amb déu sobre la natura humana, el patiment i el seu destí són freqüents al còmic. Va acompanyat de dos àngels, Ezequiel i Ariel, que només s'ocupen d'ells mateixos i que no serveixen com cal el seu déu, a diferència de les diablesses.

- Devil = el dimoni és un diable caricaturitzat, un home atractiu però amb banyes i cua que manté un exèrcit de diablesses i busca guanyar les ànimes dels mortals amb la temptació. Posseeix un gos amb tres caps, el Cèrber de la mitologia, i un lloc de consulta o venda que és un homenatge al de la Lucy de Peanuts. Mostra un gran sentit de l'humor

- Li'l Evil = mascota, humà o fill del dimoni (el seu caràcter és ambigu), és un petit diable que cuida de Cèrber i es baralla amb Seymour pel control de les ànimes de la colla (igual que ell també consumeix marxandatge sobrenatural, incloent un canal temàtic diabòlic). És el personatge més jove del còmic i actua com un fan contemporani de músics o autors (trets que encomana al Seymour).

- Baby Blue = representa la diablessa fidel, usa el sexe per apropar-se a les ànimes dels homes i apareix com a rival de Monique per l'Slick. La seva feina és servir Devil i turmentar els condemnats a l'infern, usualment amb una forca, tasca en què és perpètuament molestada pels diversos personatges, que cauen en forats o creen distorsions. En algunes tires s'insinua una relació de lesbianisme amb Fuchsia

- Fuchsia = una diablessa vestida de fúcsia, inicialment actua igual que la seva companya BB però cau enamorada de Criminy. Des d'aleshores ha de viure una doble vida, com a temptadora per mantenir el seu treball i com a noieta innocent per intentar conquerir el cor del noi (que sembla correspondre als seus sentiments). Quan està amb ell es treu les banyes i la roba provocativa i es posa faldilla d'uniforme d'escola

- Drac = representa la cultura asiàtica enfront del cristianisme dels personatges, lluita amb Déu als núvols de forma ocasional per assegurar el seu domini. Té un caràcter més bondadós que els altres éssers sobrenaturals i amb els humans només interacciona per desfer embolics

- Pooch = el gos del creador del còmic, que apareix ocasionalment per trencar la il·lusió de la ficció (també es trenca en una zona del camps on els dibuixos es tornen reals). Vehicula gags d'humor blanc i infantil, en oposició al caràcter sovint sexual dels altres personatges. És un gos lleial i innocent que idealitza el seu amo. Només parla amb en Percy, actua com un veritable animal i no com en Squigley

- Percy = gat company de Pooch que intenta sempre aconseguir dominar el Pooch i mantenir la independència del seu amo (de fet creu ocasionalment que és el seu esclau). Alguns dels gags que l'envolten s'inspiren en Tom i Jerry, essent la part perseguida tradicionalment la llesta (aquí el gat, allà el ratolí).

- Jesús = caracteritzat com un fuster i sovint ignorat pels protagonistes del còmic, lluita amb Buda i el diable per aconseguir l'hegemonia. Manté una relació ambivalent amb el seu pare, Déu, relació que es desenvolupa en les tires més modernes, on creix en protagonisme

- Buda = té un paper secundari similar al del Drac, sempre aconsegueix la pau i l'harmonia en oposició als enfrontaments constants de la colla i els altres déus. A vegades es veu provocat per Jesús, el diable o Déu i llavors entra en combat però prefereix navegar en el seu núvol o esperar sota un arbre